# Daniel Insua
Daniel Insua – wenezuelski judoka.
Uczestnik mistrzostw świata w 1999. Startował w Pucharze Świata w 2000. Brązowy medalista igrzysk Ameryki Środkowej i Karaibów w 2006. Wygrał igrzyska boliwaryjskie w 2005. Wicemistrz panamerykański w 2000 i trzeci w 1999 roku.